# Bestiah
Bestiah, anteriormente conocida como Ivory Mess, es el nombre artístico de Marcos Galisteo Pedraz (Leganés, 11 de abril de 1992), una drag queen y cantante española, conocida por competir en la tercera temporada de Drag Race España.

## Carrera
En 2021, aún bajo el nombre artístico de Ivory Mess, Bestiah fue entrevistada para el programa web Eso no se pregunta, como parte del episodio Eso no se pregunta: Drag Queen.
En 2023, Bestiah se unió a la competencia de telerrealidad Drag Race España en su tercera temporada, que comenzó a emitirse el 16 de abril de 2023. En el octavo episodio de la temporada Bestiah fue nominada a la eliminación, lo que le llevó a enfrentarse en una batalla de lip sync contra la también concursante Kelly Roller, con la canción «La Niña» de María Peláe. Finalmente Kelly Roller fue declarada vencedora por el jurado y Bestiah se convirtió en la novena expulsada de la temporada. Tras su eliminación el programa declaró que sentía que el drag alternativo no era igual de valorado dentro del programa y que se daba menos oportunidades a artistas drag con ese estilo.
Tras su expulsión del programa Bestiah lanzó el videoclip «Suelta a la bestia», inspirándose en temas como el Apocalipsis bíblico y la estética punk, y contando con la colaboración de artistas drag nacionales como Marcus Massalami, Kimera, Saga, Anestesia o el ganador del concurso Mr Puppy Spain 2022, Pup Kirk.
Bestiah formará también parte de la gira nacional del Gran Hotel de las Reinas, que comenzará el 14 de septiembre de 2023, y en la que actuará junto a María Edilia, Drag Chuchi, Chanel Anorex, The Macarena, Visa, Pink Chadora, Pakita, Clover Bish, Hornella Góngora, Vania Vainilla y Pitita.

## Filmografía

### Televisión
| año  | título             | papel      | notas        |
| ---- | ------------------ | ---------- | ------------ |
| 2021 | Eso no se pregunda | Ivory Mess | 1 episodio   |
| 2022 | Meet The Queens    | Bestiah    | 1 episodio   |
| 2022 | Drag Race España   | Bestiah    | 10 episodios |
| 2022 | Tras la carrera    | Bestiah    | 1 episodio   |

## Discografía

### Sencillos
| Año  | Título               |
| ---- | -------------------- |
| 2023 | «Suelta a la bestia» |
| 2023 | «Niño a la Deriva»   |
| 2025 | «Desnudo»            |

## Teatro
- El Gran Hotel de las Reinas (2023)[9]